# デューク (称号)
デューク（英語：duke）は、貴族の位・称号の1つ。
ラテン語のdux（ドゥクス）に由来する。

## 概要
元々は古代ヨーロッパのローマ帝国において重職に就く者に対する栄誉称号として用いられていたが、帝政後期に属州での独自指揮権を持つ公職とされた。またそうした流れから帝国近辺の部族と手を結ぶ際、その部族の長に与えられる事も多かった。
中世には、西ヨーロッパ諸地域で地域の支配者や都市の階級最高位を表すようになり、さらに封建制の時代となると、王と並ぶ貴族の位を意味するようになる。地域により国によりその意味するところは異なる。
現代では、支配を伴わない名誉称号として用いられるようになったが、フランス（duc）、ポルトガル・スペイン（duque）、英国、イタリア（duca）では、名目上ではあるが、未だ貴族の最高位を示す称号である。
日本では、明治時代に作られた華族制度での「公爵」に相当する。